# Alois Mock
Alois Mock (Euratsfeld, 21. lipnja 1934. – Beč, 1. lipnja 2017.), austrijski diplomat i političar.
Između 1987. i 1989. bio je vicekancelar Austrije i između 1987. i 1995. bio je ministar vanjskih poslova Austrije. Zalagao se za međunarodno priznanje samostalne i suverene Republike Hrvatske, Republike Slovenije i Bosne i Hercegovine.

## Životopis
Rođen je u katoličkoj obitelji koja se protivila uzletu nacionalsocijalista. Još kao student prava pokazivao je interes za vanjsku politiku. Tada je organizirao humanitarnu pomoć za mađarske antikomunističke prosvjednike i izbjeglice. 
Alois Mock je završio je Pravni fakultet u Beču, a nakon toga međunarodno pravo u Bologni i Bruxellesu. U Beču je postao je član Katoličkog studentskog udruženja "K.A.V. Norica Wien".
Od 1969. do 1970. godine je bio ministar obrazovanja.
1979. godine postao predsjednik Europske Demokratske Unije i predsjednik Međunarodne kršćanske demokratske unije (IDU). Od 1987. do 1989. godine bio je austrijski vicekancelar u vladi Franz Vranitzkyja. Od 1987. do 1995. bio je ministar vanjskih poslova i stekao zasluge pri pridruženju Austrije Europskoj uniji. Postao je jedan od najpopularnijih političara u Austriji.
Tijekom lipnja 1989. godine presjekao je zajedno sa svojim mađarskim kolegom Gyulom Hornom žicu "Željezne zavjese" između Austrije i tada komunističke Mađarske.

## Zagovornik slobodne i suverene Hrvatske
Bio je jedan od ključnih europskih političara u procesu stjecanja neovisnosti Hrvatske 1991. godine.
Na otoku Braču podignut mu je spomenik uz Hansa Dietricha Genschera i papu Ivana Pavla II.

## Akademske počasti
- počasni doktorat Johns Hopkins University
- počasni doktorat Sveučilišta u Zagrebu
- počasni doktorat Sveučilišta u Tirani
- počasni doktorat Sveučilišta u Sarajevu
- počasni doktorat Sveučilišta u Temesvaru
- počasni senator Europske akademije znanosti i umjetnosti

## Odlikovanja i nagrade
- 1996. odlikovanje: Velered kralja Dmitra Zvonimira s lentom i Danicom za osobite zasluge u razvitku prijateljskih odnosa između Republike Hrvatske i Republike Austrije, te za veliki doprinos međunarodnom priznanju samostalne i nezavisne Republike Hrvatske.
- 1992. odlikovanje zlati častni znak svobode Republike Slovenije.
- Legija časti (Francuska)

…
i brojna druga visoka međunarodna odlikovanja

## Vanjske poveznice
- Slobodna Lika:Zagovornik priznanja Hrvatske: Alois Mock  Arhivirana inačica izvorne stranice od 6. ožujka 2016. (Wayback Machine)
- Službena stranica
- Europastiftung